# USS Maryland (BB-46)
USS Maryland (BB-46) (Fighting Mary) là một thiết giáp hạm của Hải quân Hoa Kỳ hoạt động trong Thế chiến II. Nó thuộc lớp Colorado, và là chiếc tàu chiến thứ ba của Hải quân Mỹ được đặt cái tên này nhằm tôn vinh tiểu bang thứ bảy của Mỹ.
Nó từng là mục tiêu được quân Nhật nhắm đến trong cuộc tấn công Trân Châu Cảng vào ngày 7 tháng 12 năm 1941, nhưng chỉ bị hư hỏng nhẹ. Sau khi được sửa chữa, nó tiếp tục hoạt động tại mặt trận Thái Bình Dương cho đến hết Thế chiến II. Nó được cho ngừng hoạt động vào ngày 3 tháng 4 năm 1947, và bị bán để tháo dỡ vào ngày 8 tháng 7 năm 1959.

## Thiết kế và chế tạo
Maryland được đặt lườn vào ngày 24 tháng 4 năm 1917 bởi hãng Newport News Shipbuilding tại Newport News, Virginia. Nó được hạ thủy vào ngày 20 tháng 3 năm 1920, được đỡ đầu bởi E. Brook Lee, phu nhân của Kiểm soát viên bang Maryland và là con dâu của nghị sĩ bang Maryland Blair Lee; và được đưa vào hoạt động ngày 21 tháng 7 năm 1921 dưới sự chỉ huy của Thuyền trưởng C.F. Preston.

## Lịch sử hoạt động

### Giữa hai cuộc chiến tranh
Với một loại máy phóng thủy phi cơ mới và các khẩu pháo 406 mm (16 inch) lần đầu tiên được trang bị cho một tàu chiến Hoa Kỳ, Maryland là niềm tự hào của Hải quân Mỹ. Sau chuyến đi chạy thử máy dọc theo bờ Đông nước Mỹ, nó được yêu cầu tham gia vào nhiều sự kiện đặc biệt. Nó xuất hiện tại Annapolis, Maryland trong dịp lễ tốt nghiệp năm 1922 của Học viện hải quân Hoa Kỳ và tại Boston, Massachusetts nhân dịp kỷ niệm trận Bunker Hill và Ngày Độc lập của nước Mỹ. Từ ngày 18 tháng 8 đến ngày 25 tháng 9 lần đầu tiên nó viếng thăm một cảng nước ngoài khi chở Ngoại trưởng Charles Evans Hughes đến Rio de Janeiro tham dự triển lãm Một trăm năm Brasil. Năm 1923, sau các cuộc tập trận hạm đội ngoài khơi khu vực kênh đào Panama, Maryland đi qua kênh đào vào cuối tháng 6 để gia nhập lực lượng hạm đội tại bờ Tây nước Mỹ.
Nó thực hiện chuyến viếng thăm hữu nghị đến Australia và New Zealand vào năm 1925, và chở Tổng thống Herbert Hoover trên chặng Thái Bình Dương trong chuyến đi vòng quanh các nước Châu Mỹ Latin vào năm 1928. Trong những năm 1928- 1929, tám khẩu pháo phòng không 76 mm (3 inch) được thay thế bằng số lượng tương đương pháo 127 mm (5 inch)/25 caliber. Trong suốt những năm của thập niên 1930, nó là lực lượng nòng cốt của hạm đội qua hàng loạt các cuộc thực tập huấn luyện. Đến năm 1940 Maryland và các thiết giáp hạm khác thuộc lực lượng tàu chiến chuyển căn cứ đến Trân Châu Cảng. Nó có mặt tại hàng thiết giáp hạm neo đậu dọc theo đảo Ford khi Hải quân Nhật tấn công Trân Châu Cảng vào ngày 7 tháng 12 năm 1941.

### Thế Chiến II

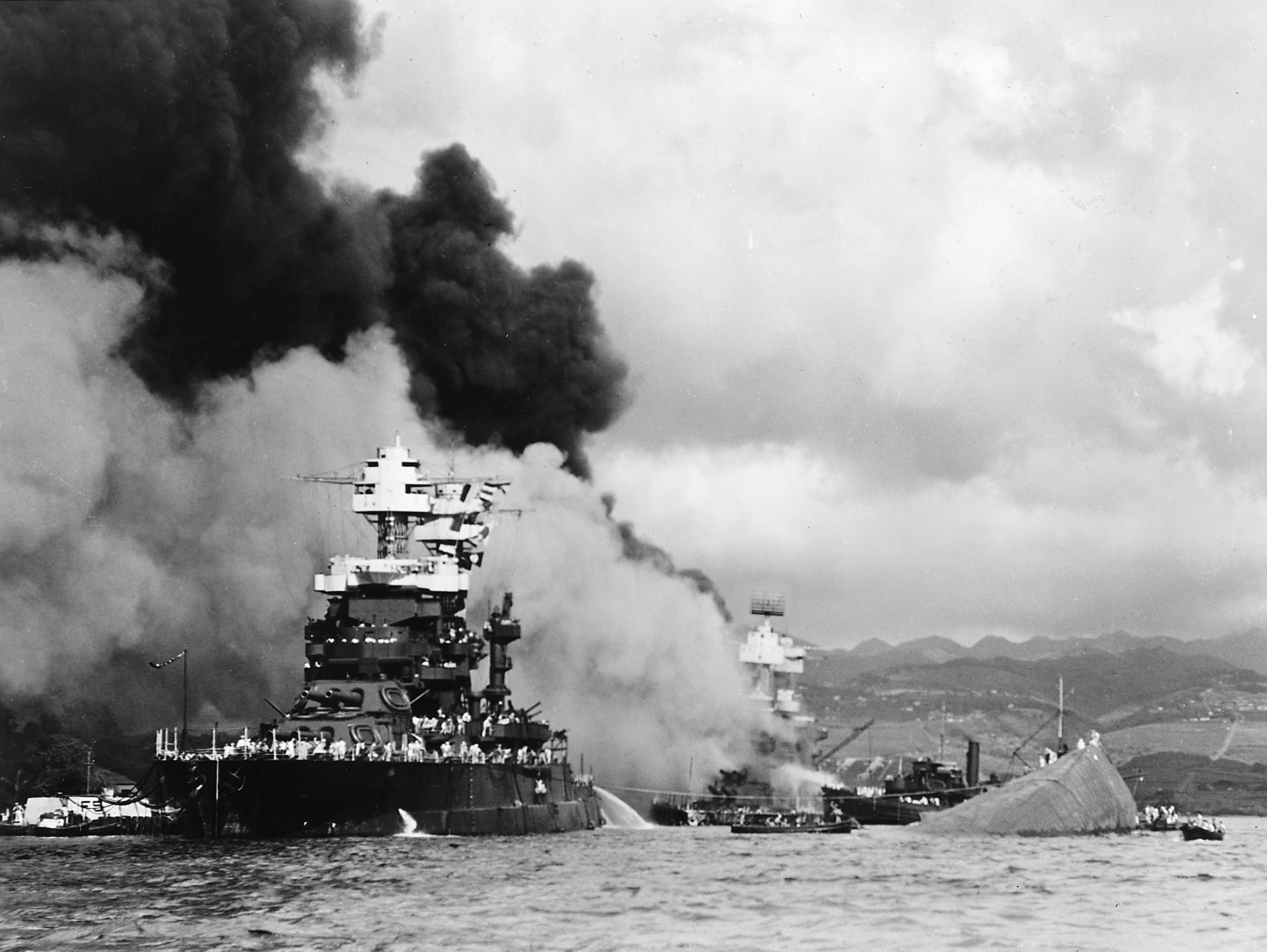
USS Maryland (BB-46) bên cạnh chiếc Oklahoma (BB-37) bị lật úp

Thủy thủ Leslie Short là người đầu tiên trên chiếc Maryland đã khai hỏa khẩu súng máy của mình và đã bắn rơi một trong hai máy bay ném ngư lôi vừa mới tấn công chiếc Oklahoma. Neo đậu bên trong chiếc Oklahoma, và do đó tránh được cú tấn công phủ đầu bằng ngư lôi, Maryland đã tìm cách đưa được tất cả các súng phòng không vào hoạt động. Dù vậy, Maryland vẫn bị hai quả bom xuyên thép đánh trúng. Quả thứ nhất đánh trúng khoang phía trước tàu tạo một lỗ thủng 3 x 5 m (12 x 20 ft). Quả thứ hai phát nổ sau khi xuyên qua sàn tàu đến mức ngấn nước 22 ft tại khung số 10, gây ngập khoang tàu và làm tăng độ ngập nước phía trước thêm 1,5 m (5 ft). Maryland vẫn tiếp tục chiến đấu, và sau đợt tấn công đã gởi các đội cứu hỏa đến giúp các con tàu chị em. Người Nhật tuyên bố rằng chiếc thiết giáp hạm đã bị đánh chìm, nhưng vào ngày 30 tháng 12, bị hư hại nhưng vẫn còn chắc chắn, con tàu đi vào ụ sửa chữa của Xưởng hải quân Puget Sound, tiểu bang Washington. Hai trong số 12 khẩu 127 mm (5 inch)/51 caliber ban đầu được tháo dỡ, và số pháo 127 mm (5 inch)/25 caliber được thay thế bằng số lượng tương đương pháo 127 mm (5 inch)/38 caliber.
Nó rời Puget Sound ngày 26 tháng 2 năm 1942, không chỉ được sửa chữa mà còn được hiện đại hóa và sẵn sàng chiến đấu. Tuy nhiên trong trận Midway mang tính quyết định, những chiếc thiết giáp hạm cũ quá chậm chạp không thể đủ tốc độ để tháp tùng các tàu sân bay nên chỉ hoạt động như những lực lượng dự phòng. Vì vậy, Maryland hầu như chỉ tham gia các cuộc diễn tập huấn luyện cho đến ngày 1 tháng 8 khi nó quay về Trân Châu Cảng.
Được giao nhiệm vụ canh giữ dọc theo tuyến đường vận chuyển phía Nam đến Australia và các chiến trường khu vực Tây Nam Thái Bình Dương, Maryland cùng Colorado hoạt động ngoài khơi quần đảo Fiji trong tháng 11 năm 1942 rồi tiến sang quần đảo New Hebrides vào tháng 2 năm 1943. Nó quay về Trân Châu Cảng sau mười tháng tại các điểm nóng ở Nam Thái Bình Dương để được trang bị thêm các khẩu pháo phòng không 40 mm.
Trong một loạt các chiến dịch tại Thái Bình Dương, hỏa lực mạnh mẽ của thiết giáp hạm Maryland và những con tàu chị em với nó đóng một vai trò quyết định. Rời quần đảo Hawaii ngày 20 tháng 10 năm 1943 hướng đến khu vực nam Thái Bình Dương, Maryland trở thành soái hạm cho Lực lượng tấn công phía Nam của Chuẩn Đô đốc Harry W. Hill trong cuộc tấn công vào quần đảo Gilbert, cùng Trung tướng Julian C. Smith Tư lệnh Sư đoàn Thủy quân Lục chiến 2 trên tàu. Sáng sớm ngày 20 tháng 11, dàn pháo chính của nó bắt đầu đợt bắn phá kéo dài năm ngày và nả pháo theo yêu cầu để hỗ trợ cho một trong những chiến dịch đổ bộ dũng cảm nhất trong lịch sử lên Tarawa. Sau khi chiếm đóng được hòn đảo, nó tiếp tục ở lại khu vực này bảo vệ việc vận chuyển cho đến khi nó quay trở về Hoa Kỳ ngày 7 tháng 12.
Maryland khởi hành từ San Pedro, California vào ngày 13 tháng 1 năm 1944, gia nhập Lực lượng Đặc nhiệm TF 53 tại Hawaii, di chuyển đến vùng biển ngoài khơi Kwajalein, là một cứ điểm được củng cố rất vững chắc trong quần đảo Marshall, vào buổi sáng ngày 31 tháng 1. Được giao nhiệm vụ áp chế các công sự phòng thủ trên đảo Roi, chiếc thiết giáp hạm cũ nả đạn pháo trong suốt ngày và cả buổi sáng ngày hôm sau, cho đến khi các đợt tấn công chỉ còn cách bờ biển tiền duyên 450 m. Sau chiến dịch này, nó quay trở về Bremerton, Washington, để được đại tu và trang bị các khẩu pháo hạng trung thế hệ mới hơn.
Hai tháng sau Maryland quay lại tình trạng sẵn sàng chiến đấu, và khởi hành ngày 5 tháng 5 năm 1944 về hướng Tây để tham gia chiến dịch đổ bộ lớn nhất từng thực hiện tại mặt trận Thái Bình Dương xuống Saipan. Phó Đô đốc Richmond K. Turner bố trí Lực lượng Đặc nhiệm TF 52 một thời hạn ba ngày để vô hiệu hóa hàng rào hỏa lực phòng thủ trên hòn đảo. Việc bắn phá được bắt đầu lúc 5 giờ 45 phút ngày 14 tháng 6. Khóa miệng được hai khẩu pháo duyên hải, Maryland chỉ bị chống trả một cách yếu ớt khi nó tiếp tục các đợt nả pháo vào các mục tiêu đối phương. Tuy nhiên quân Nhật đã tìm cách đáp trả bằng không quân. Ngày 18 tháng 6, xạ thủ súng phòng không trên tàu đã ghi được chiến công đầu tiên, nhưng bốn ngày sau một chiếc G4M Betty bay thấp ngang qua các ngọn đồi còn đang tranh chấp trên đảo và phát hiện ra hai chiếc tàu chiến đang buông neo. Vượt qua phần mũi chiếc thiết giáp hạm Pennsylvania, nó thả một quả ngư lôi trúng đích làm xé toang một lỗ hổng bên mạn trái phần trước mũi chiếc Maryland. Con tàu chỉ bị thiệt hại nhẹ, và sau 15 phút nó lên đường đi Eniwetok, rồi sau đó quay về Trân Châu Cảng để sửa chữa

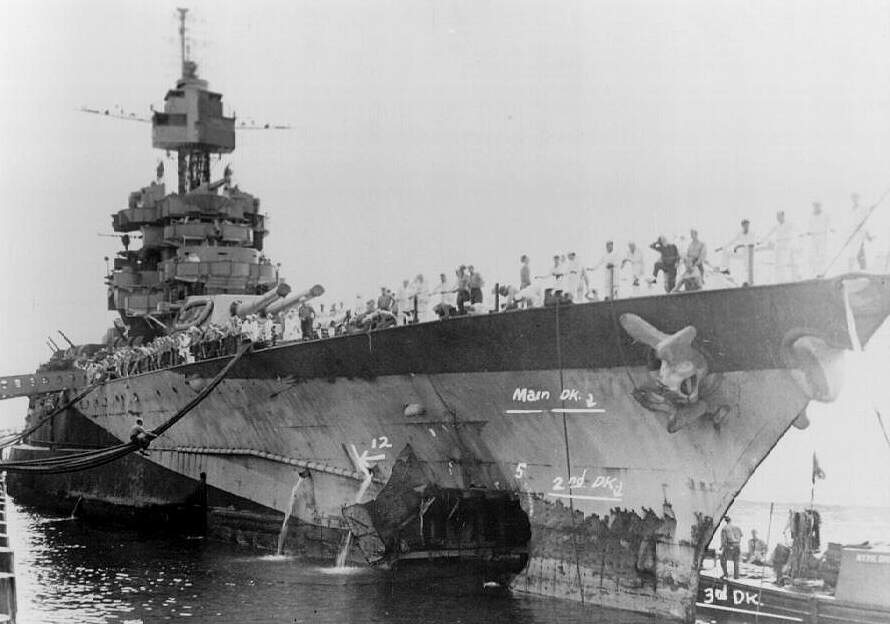
Tại xưởng hải quân Trân Châu Cảng, ngày 10 tháng 7 năm 1944, những thiệt hại do ngư lôi.

Nhờ những nỗ lực suốt ngày đêm của công nhân xưởng tàu, vào ngày 19 tháng 8 năm 1944, 34 ngày sau khi vào xưởng, chiếc thiết giáp hạm lại lên đường hướng về khu vực chiến sự. Sau một đợt diễn tập ngắn tại quần đảo, nó gia nhập Đội Đặc nhiệm TG 32.5 dưới quyền chỉ huy của Chuẩn Đô đốc Jesse B. Oldendorf, là lực lượng hỗ trợ hỏa lực hướng Tây tiến đến quần đảo Palau. Bắt đầu các đợt bắn phá vào ngày 12 tháng 9 hỗ trợ các hoạt động quét mìn và các đội công binh người nhái dưới nước, nó tiếp tục việc bắn phá mục tiêu cho đến khi các xuồng đổ bộ tiếp cận các bãi biển vào ngày 15 tháng 9. Sau bốn ngày, mọi sự đề kháng của đối phương bị áp chế hoàn toàn cho phép các con tàu hỗ trợ hỏa lực quay về quần đảo Admiralty.
Được phân về Hạm đội 7, Maryland lên đường ngày 12 tháng 10 năm 1944 để hỗ trợ cuộc đổ bộ quan trọng lên đảo Leyte thuộc quần đảo Philippines. Cho dù bị phong tỏa bởi thủy lôi, lực lượng đổ bộ vẫn tiến vào vịnh Leyte ngày 18 tháng 10. Công việc bắn phá vào ngày hôm sau và việc đổ bộ vào ngày 20 tháng 10 tiến triển tốt đẹp, nhưng quân Nhật quyết định phản công bằng cả máy bay cảm tử kamikaze lẫn ba gọng kìm tàu chiến.
Được cảnh báo trước bởi tàu ngầm và máy bay trinh sát, lực lượng thiết giáp hạm và tàu tuần dương Mỹ lên đường ngày 24 tháng 10 năm 1944 hướng đến cực nam của vịnh Leyte để bảo vệ eo biển Surigao. Sáng sớm ngày 25 tháng 10, các thiết giáp hạm đối phương Fusō và Yamashiro dẫn đầu hải đội Nhật Bản tiến qua eo biển, và bị lực lượng phục kích đang chờ đợi tấn công quyết liệt. Trước tiên là những quả ngư lôi từ những chiếc PT boat, rồi thêm nhiều ngư lôi từ những tàu khu trục đã tiêu diệt chiếc Fusō. Sau đó là hỏa lực từ các tàu tuần dương, và cuối cùng lúc 3 giờ 55 phút là các khẩu pháo chính từ hàng thiết giáp hạm. Các loạt đạn pháo cỡ lớn bắn dồn dập đã khiến hàng ngũ đối phương đi chậm lại và các thiết giáp hạm Nhật bốc cháy. Bỏ lại những chiếc thiết giáp hạm có số phận bi đát, hải đội Nhật còn lại rút lui, nhưng chỉ có một số nhỏ thoát khỏi các cuộc không kích tiếp theo sau. Tương tự như vậy, các lực lượng Mỹ khác đã tiêu hao và đánh lui các đợt tấn công phía Bắc của đối phương trong Trận chiến vịnh Leyte mang tính quyết định.
Sau chiến thắng quan trọng này, Maryland tuần tra tại các ngỏ đường dẫn đến eo biển Surigao cho đến ngày 29 tháng 10 năm 1944. Sau một đợt nghỉ ngơi tiếp liệu tại Manus, Admiralties, nó tiếp tục nhiệm vụ tuần tra vào ngày 16 tháng 11. Các đợt không kích của máy bay Nhật tiếp tục là mối nguy hiểm tiềm táng. Trong một đợt không kích vào ngày 17 tháng 11, các khẩu pháo của Đội Đặc nhiệm TG 77.2 đã bắn rơi 11 máy bay tấn công. Hai ngày sau đó, không lâu sau lúc hoàng hôn, một máy bay tự sát ló ra khỏi đám mây và đâm trúng chiếc Maryland giữa các tháp súng số 1 và số 2, làm 31 thủy thủ thiệt mạng trong vụ nổ và đám cháy bùng lên sau đó. Đến ngày 29 tháng 11, Maryland một lần nữa bị hư hại bởi một cuộc tấn công cảm tử kamikaze khác; tuy nhiên, chiếc thiết giáp hạm kiên cường vẫn tiếp tục nhiệm vụ tuần tra của nó cho đến khi được thay phiên vào ngày 2 tháng 12. Nó về đến Trân Châu Cảng ngày 18 tháng 12, và trong hai tháng tiếp theo, công nhân xưởng tàu đã sửa chữa và tái trang bị cho "Fighting Mary".
Sau một khóa thực tập huấn luyện, Maryland khởi hành ngày 4 tháng 3 năm 1945 hướng đến khu vực tây Thái Bình Dương, và đi đến Ulithi ngày 16 tháng 3. Tại đây nó gia nhập Lực lượng Đặc nhiệm TF 54 dưới quyền chỉ huy của Chuẩn Đô đốc M.L. Deyo vào ngày 21 tháng 3 lên đường tiến hành cuộc tấn công chiếm đóng Okinawa. Nó tiến đến gần bờ biển Okinawa ngày 25 tháng 3 và bắt đầu bắn phá các mục tiêu được chỉ định dọc theo phần Tây Nam của hòn đảo pháo đài này. Ngoài ra nó còn bắn pháo yểm trợ cho một cuộc tấn công phân tán vào bờ biển Đông Nam nhằm đánh lạc hướng đối phương khỏi hướng đổ bộ chính tại các bãi biển hướng Tây. Ngày 3 tháng 4, nó nhận được lời yêu cầu hỗ trợ hỏa lực từ Minneapolis (CA-36). Chiếc tàu tuần dương đã không thể áp chế các khẩu đội pháo duyên hải đối phương bằng các khẩu pháo 203 mm (8 inch), nên đã nhờ cậy đến các khẩu pháo 406 mm (16 inch) của "Fighting Mary" trợ giúp. Sáu loạt pháo cỡ nòng lớn từ chiếc thiết giáp hạm kỳ cựu đã tiêu diệt được toàn bộ pháo đối phương.
Maryland tiếp tục nhiệm vụ hỗ trợ hỏa lực cho đến ngày 7 tháng 4 năm 1945, khi nó khởi hành cùng Lực lượng Đặc nhiệm TF 54 đi đánh chặn một lực lượng tàu nổi Nhật Bản về phía Bắc. Lực lượng này, bao gồm cả chiếc thiết giáp hạm khổng lồ Yamato, đã chịu những đợt không kích căng thẳng cùng ngày hôm đó, và máy bay của Lực lượng Đặc nhiệm tàu sân bay nhanh đã đánh chìm sáu trong số mười tàu chiến của hạm đội này, kể cả chiếc Yamato. Chập tối ngày 7 tháng 4, Maryland trúng phải cú không kích tự sát thứ ba trong vòng mười tháng, khi một máy bay cảm tử mang theo một quả bom 230 kg (500 lb) đâm trúng nóc tháp pháo số 3 từ mạn phải. Vụ nổ bắn tung toàn bộ các khẩu súng 20 mm bêm trên tháp và gây 53 thương vong. Tuy vậy, như những lần trước, nó vẫn tiếp tục nhiệm vụ bắn phá bờ biển đối phương bằng những quả đạn pháo 406 mm (16 inch). Và trong khi canh gác khu vực vận chuyển phía tây trong ngày 11 tháng 4, nó bắn rơi được hai máy bay đối phương trong một đợt không kích chiều hôm đó.
Ngày 14 tháng 4 năm 1945, Maryland rời khu vực chiến trường để hộ tống cho đoàn tàu vận tải quay trở về căn cứ. Đia ngang qua quần đảo Mariana và Trân Châu Cảng, nó về đến xưởng hải quân Puget Sound tại Bremerton, Washington ngày 7 tháng 5, và ngày hôm sau tiến hành đợt đại tu rộng rãi. Tất cả các khẩu pháo 127 mm (5 inch) cũ được tháo bỏ thay thế bằng 16 khẩu pháo 127 mm 5"/38 caliber bố trí trên các tháp pháo đôi mới. Hoàn tất các việc việc sửa chữa vào tháng 8, giờ đây chiếc thiết giáp hạm tham gia vào các Chiến dịch Magic Carpet. Trong bốn tháng tiếp theo sau, nó thực hiện năm chuyến đi giữa bờ Tây nước Mỹ và Trân Châu Cảng, hồi hương hơn 8.000 cựu chiến binh về lục địa Hoa Kỳ.

### Sau chiến tranh
Về đến Seattle, Washington ngày 17 tháng 12 năm 1945, nó hoàn tất nhiệm vụ vận chuyển Magic Carpet. Nó vào xưởng hải quân Puget Sound ngày 15 tháng 4 năm 1946 và được xếp vào lực lượng dự bị vào ngày 16 tháng 7. Nó được cho ngừng hoạt động tại Bremerton ngày 3 tháng 4 năm 1947 nhưng được giữ lại trong Hạm đội Dự bị Thái Bình Dương. Cuối cùng vào ngày 8 tháng 7 năm 1959 Maryland được bán cho hãng Learner tại Oakland, California để được tháo dỡ.
Ngày 2 tháng 6 năm 1961, Thống đốc tiểu bang Maryland bấy giờ là J. Millard Tawes đã quyết định xây dựng một đài tưởng niệm để ghi nhớ chiếc thiết giáp hạm cùng những người phục vụ trên nó. Được xây dựng bằng đá granite và đồng, và cũng mang chiếc chuông của "Fighting Mary", tượng đài này được đặt tại sân của tòa nhà tiểu bang ở Annapolis, Maryland.
Maryland được tặng thưởng bảy Ngôi sao Chiến đấu vì thành tích phục vụ trong Thế Chiến II.